# Маячный (Башкортостан)
Мая́чный (баш. Маячный) — село (с 2004 года) в составе городского округа город Кумертау Республики Башкортостан. Основано в 1949 году, с 1954 по 2004 годы — посёлок городского типа. Маячный был административным центром Маячинского поссовета. Согласно переписи 2020 года население составляло 2879 человек.
Посёлкообразующим предприятием являлся Маячинский угольный разрез.

## Топоним
Своё название село получило из-за того, что расположено среди маяков (сооружений, которые стоят на вершинах точек залежей угля).

## История
Строительство Маячного началось в 1949 году. Первостроители жили в палатках близ деревни Николаевки, около родника. На посту управляющего села был Д. К. Середа. Главным инженером строительства являлся А. Шкловер. Причиной основания стала разработка Маяченского угольного разреза.
Первые жители жили в бараках построенных специально для рабочих.
Получило статус посёлка городского типа (рабочего посёлка) в 1954 году.
В нём были открыты продуктовый, хозяйственный, книжные магазины, а также клуб. Затем были построена котельная, детский сад и магазины.
В 1964 году сдано в строй здание средней школы. В посёлке был построен больничный городок, в который приезжали на лечении даже из соседних городов.
В 1972 год открылся Кумертауский психоневрологический интернат, в котором работала большая часть женского населения. В 1975 году началось строительства элеватора. Открылись детский дом № 1 , СПТУ № 100 (сейчас ПУ № 100), в котором обучали свыше 20 различным профессиям.
Законом Республики Башкортостан от 17 декабря 2004 года № 125-з «Об изменениях в административно-территориальном устройстве Республики Башкортостан, изменениях границ и преобразованиях муниципальных образований в Республике Башкортостан» (в ред. Закона РБ от 20.07.2005 № 211-з) в черту населённого пункта вошла деревня Николаевка

статья 1, пункт 138.
Объединить рабочий посёлок Маячный города Кумертау и деревню Николаевка города Кумертау в единый населённый пункт — рабочий посёлок с сохранением наименования Маячный, исключив деревню Николаевка из учётных данных.

Отнести рабочий посёлок Маячный Маячинского поссовета города Кумертау к категории сельского населённого пункта, установив тип поселения — село. Отнести Маячинский поссовет к категории сельсовета с сохранением наименования «Маячинский»
.

## Население
| \| 1959[3] \| 1970[3] \| 1979[3] \| 1989[3] \| 2002[3] \| 2010 \| \| ------- \| ------- \| ------- \| ------- \| ------- \| ----- \| \| 5058 \| ↘4208 \| ↗4266 \| ↘3420 \| ↗3499 \| ↘3075 \| 1000 2000 3000 4000 5000 6000 1959 2010 |       |       |       |       |       |
| 1959 | 1970  | 1979  | 1989  | 2002  | 2010  |
| 5058 | ↘4208 | ↗4266 | ↘3420 | ↗3499 | ↘3075 |

Национальный состав
Большая часть населения русские и башкиры, также проживают татары, чуваши, мордва и другие.

## Известные жители
- Буракаева, Марьям Сабирьяновна (род. 27 марта 1943 года) — башкирская писательница, заслуженный работник культуры РБ (1993), член Союза писателей БАССР с 1981 г. председатель Всебашкирского центра национальной культуры «Ак тирма» (1998—2001).

## Инфраструктура
Средняя общеобразовательная школа № 8.
Детский сад № 15 «Маячок» комбинированного вида.
Детский клуб «Маячок».
Молодёжный досуговый центр «Калипсо».
Детская художественная школа.
Детская музыкальная школа № 1.
Сельская библиотека.
7 магазинов
Телекомпания «МАЯК ТВ»

## Религия
В селе есть православная церковь Державной иконы Божией матери и мечеть.